# Europees kampioenschap hockey C-landen mannen 2005
Het Europees kampioenschap hockey C-landen voor mannen had plaats van 11 september tot en met 17 september 2005 in Vinnytsja, Oekraïne. Het eerste tweejaarlijkse evenement werd ook wel de Eurohockey Nations Trophy Men genoemd, en is een kwalificatietoernooi voor het EK hockey voor B-landen: de nummers één en twee promoveren en spelen twee jaar later op het EK voor B-landen.
Het toernooi staat onder auspiciën van de Europese Hockey Federatie.

## Uitslag
1. Oekraïne (gepromoveerd naar het EK voor B-landen 2007)
2. Portugal (gepromoveerd naar het EK voor B-landen 2007)
3. Gibraltar
4. Kroatië
5. Griekenland
6. Zweden (gedegradeerd naar het EK voor D-landen 2007)
7. Hongarije (gedegradeerd naar het EK voor D-landen 2007)